# Gabor Maté

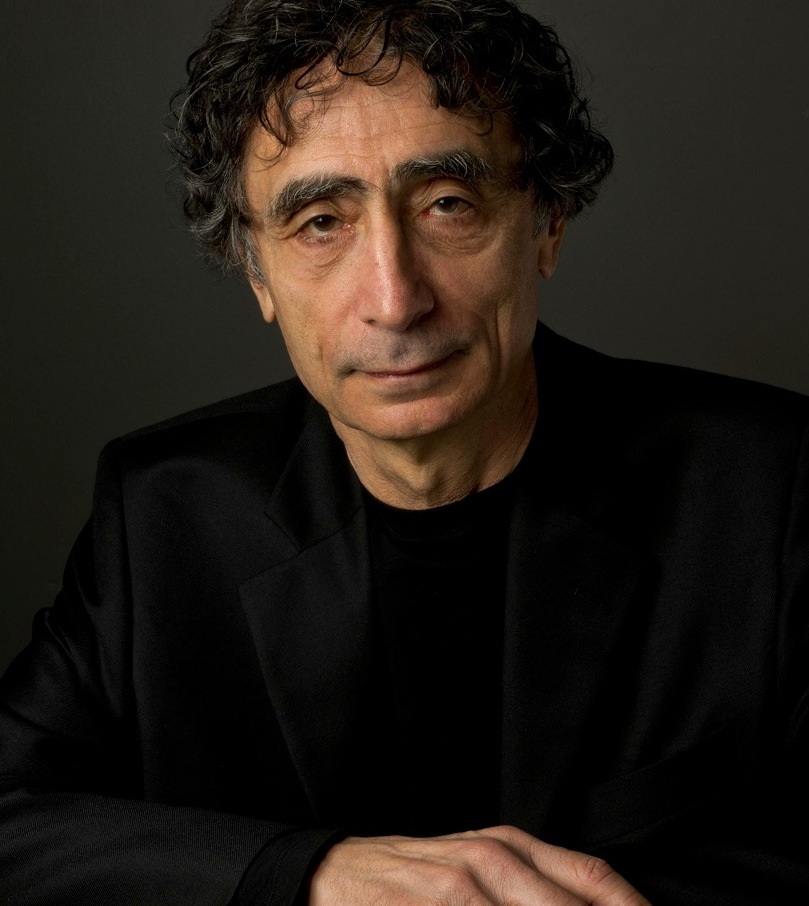
Gabor Maté

Gabor Maté (Boedapest, 6 januari 1944) is een Hongaars-Canadese arts. Als voormalige huisarts is hij bijzonder geïnteresseerd in de ontwikkeling en trauma's bij kinderen en de mogelijke levenslange gevolgen die ze met zich meebrengen voor de lichamelijke en geestelijke gezondheid, waaronder auto-immuunziekten, kanker, ADHD verslavingen en een breed scala aan andere aandoeningen.
Matés benadering van verslaving focust op het trauma dat patiënten oplopen en probeert dit onder handen te nemen tijdens hun herstel. In zijn boek In the Realm of Hungry Ghosts: Close Encounters with Addiction bespreekt Maté de soorten trauma's waaraan mensen met een verslaving kunnen lijden en hoe dit hun besluitvorming op latere leeftijd beïnvloedt.
Hij gelooft in het verband tussen de mentale en fysieke gezondheid en heeft vier boeken geschreven over onderwerpen die gaan van ADHD en stress tot ontwikkelingspsychologie en verslaving. Daarnaast was hij een vaste columnist voor de Vancouver Sun en The Globe and Mail.

## Leven en carrière
Maté werd geboren in 1944 te Boedapest, Hongarije, dat toen door Nazi-Duitsland bezet werd. Zijn grootouders van moederskant werden vermoord in Auschwitz toen hij vijf maanden oud was. Zijn tante verdween tijdens de oorlog en zijn vader onderging dwangarbeid in de kampen van de nazi's. In 1956 emigreerde zijn gezin naar Canada. Tijdens zijn studentenperiode was hij een tegenstander van de Vietnamoorlog in de late jaren 1960. Hij studeerde af met een bachelordiploma aan de Universiteit van Brits-Columbia in Vancouver.
In 1969 trouwde Maté met kunstenaar en medestudente Rae Maté; samen hebben ze drie kinderen, waaronder Aaron Maté, een journalist en Daniel Maté, een muzikant en opvoeder met wie hij soms samen lezingen geeft.
Na een aantal jaren op een middelbare school te hebben gewerkt als leerkracht Engels en literatuur, ging hij in 1977 terug naar de University of British Columbia om zijn masterdiploma van huisarts te behalen.
Maté had meer dan 20 jaar een eigen familiepraktijk in het oosten van Vancouver en was zeven jaar lang medisch coördinator van de palliatieve zorg in het Vancouver Hospital. Gedurende 12 jaar was hij de stafarts van het Portland Hotel, een residentie- en informatiecentrum in het centrum van de stad. Veel van zijn patiënten leden aan een combinatie van psychische aandoeningen, drugsverslaving en hiv. Daarnaast werkte hij in schadebeperkingsklinieken in het oostelijk gedeelte van het stadscentrum. Hij heeft zijn ervaringen met het werken met verslaafden beschreven in zijn boek In the Realm of Hungry Ghosts.
Maté haalde de nationale pers ter verdediging van de artsen die bij Insite werken (een wettelijk gecontroleerde veilige injectieplaats), nadat de federale minister van Volksgezondheid, Tony Clement, hen als onethisch had bestempeld.
In 2010 raakte Maté geïnteresseerd in de traditionele plantengeneeskunde ayahuasca uit het Amazonegebied en haar potentieel voor de behandeling van verslavingen. Hij werkte daarvoor samen met een Peruaanse Shipibo ayahuasquero (traditionele sjamanistische genezer) en begon meerdaagse retraites voor verslavingsbehandeling te organiseren, waaronder die in een Coast Salish-gemeenschap. Deze inheemse groep uit Canada vormde het onderwerp van een observatieonderzoek door gezondheidsonderzoekers van de Universiteit van Victoria en de Universiteit van Brits-Columbia. Hoewel de onderzoeksresultaten maar een voorlopig inzicht kunnen geven en beperkt zijn in hun bewijskracht door het observationele onderzoeksontwerp, toonden ze toch aan dat Matés beweringen over therapeutische werkzaamheid gegrond waren in wetenschappelijke bevindingen en dat deelnemers significante verbeteringen hadden met betrekking tot sommige psychologische maatstaven en ook een afname in problematisch middelengebruik ondervonden. Toen de Canadese federale overheid echter in 2011 op de hoogte kwam van Matés werk met ayahuasca, dreigde het ministerie van Volksgezondheid hem met arrestatie als hij niet onmiddellijk stopte met zijn activiteiten met een illegale drug. Health Canada's eigen onderzoek naar ayahuasca in 2008 toonde echter aan dat ze wisten dat de risico's verbonden aan het ceremoniële gebruik van het brouwsel erg laag waren, maar ook dat het een aanzienlijke meerwaarde kan hebben voor spirituele en zelfontwikkelingsdoeleinden.

## Geschriften en opvattingen
In zijn boeken en lezingen benadrukt Maté het belang van biopsychosociale aspecten in de ontwikkeling van ziektes, als ook de rol die psychologisch traumatische gebeurtenissen en stress hierin hebben. Hij promoot dan ook relatievorming en sociale verbondenheid als nodige middelen om te leren en gezond te zijn.
Maté definieert verslaving als elk gedrag of middel dat een persoon gebruikt om op korte termijn pijn te verlichten, maar dat op lange termijn tot negatieve gevolgen leidt en dat ondanks deze nefaste impact toch niet wordt afgezworen door de gebruiker. Zonder de oorzaak van de pijn aan te pakken, kan een persoon proberen te stoppen, maar uiteindelijk toch blijven hunkeren naar meer verlichting, zij het in andere vormen, en bijgevolg vatbaar zijn voor terugval. Volgens deze definitie zijn er vele zaken in de moderne cultuur die een verslavende werking kunnen hebben, zoals gokken, seks, eten, werk, sociale media en drugs. Hij stelt dat de "oorlog tegen drugs" een nefaste werking heeft in die zin dat ze mensen in feite straft omdat ze zijn misbruikt in plaats van hen te ondersteunen. Zo verankert deze aanpak de verslaving dieper in de samenleving aangezien studies aantonen dat stress de grootste oorzaak is van verslavend gedrag. Hij gelooft dat een systeem dat mensen in instellingen zonder zorg en gemakkelijke toegang tot drugs marginaliseert, verbant, institutionaliseert, het probleem alleen maar verergert.

## Onderscheidingen
In 2011 ontving Maté de Civic Merit Award van de stad Vancouver "voor zijn uitgebreide werk op het gebied van verslavingsbehandeling en zijn bijdragen aan het begrijpen van geestelijke gezondheid en het verband tussen jeugd en verslaving, stress, alsook de ontwikkeling van kinderen". Op 11 mei 2018 werd Maté onderscheiden met de Orde van Canada.

## Boeken
- Het verstrooide brein: ADD begrijpen en helen. AnkhHermes, 2021 ISBN 9789020218404.
- Wanneer je lichaam nee zegt: Verborgen stress en de gevolgen voor je gezondheid. AnkhHermes, 2020 ISBN 9789020216820.
- Houd vast aan uw kinderen: waarom ouders belangrijker moeten zijn dan leeftijdsgenoten Co-auteur met Gordon Neufeld. Toronto: AA Knopf, 2004. ISBN 9780307361967.[8]
- Hongerige geesten: De psychologie van verslaving. Ankhhermes, 2022. ISBN 9789020218770.
- De mythe van normaal: Over trauma, ziekte en heling in een toxische maatschappij. Ankhhermes, 2022. ISBN 9789020219456.

## Films en video's
- De kracht van verbinding. Video. Van harte, 2020.
- Een masterclass voor genezers. Video. Van harte, 2020.
- Genezing van trauma en verslaving. Video. Van harte, 2020.
- Wijsheid van trauma. Film. Wetenschap & Non-dualiteit, 2021. Door Maurizio en Zaya Benazzo.